# Nicky Van Den Abbeele
Nicky Van den Abeele, née le 21 février 1994 en Belgique, est une joueuse de football internationale belge. Elle joue actuellement au SV Zulte Waregem.

## Biographie
Elle joue dans les équipes de jeunes avec le Cerkelladies Bruges et le SV Jabbeke. Le SV Jabbeke devient ensuite le Club Bruges. Elle reste dans ce club jusqu'en 2015. 
Elle part ensuite pour une saison au Lierse SK. À la suite de l'arrêt des activités du club lierrois, elle s'engage en faveur du RSC Anderlecht. En juillet 2017, elle est transférée à l'AFC Ajax. Un an plus tard, elle revient en Belgique au AA Gand Ladies. En mars 2020, elle signe au Club YLA.

## Palmarès
- Championne des Pays-Bas en 2018 avec l'Ajax Amsterdam
- Vainqueur de la Coupe des Pays-Bas en 2018 avec l'Ajax Amsterdam
- Doublé Championnat des Pays-Bas-Coupe des Pays-Bas en 2018 avec l'Ajax Amsterdam
- Vainqueur de la Coupe de Belgique en 2016 avec le Lierse SK
- Finaliste de la Coupe de Belgique en 2014 et 2015 avec le Club Bruges ; en 2017 avec le RSC Anderlecht